# Wahlkreis Hofgeismar-Wolfhagen
Der Wahlkreis Hofgeismar-Wolfhagen (Wahlkreis Kassel 2) war der zweite Wahlkreis im Regierungsbezirk Kassel für die Wahl des Preußischen Abgeordnetenhauses.

## Beschreibung
Nach der Annexion Kurhessens wurde das Preußische Abgeordnetenhaus 1867 um Vertreter der neu erworbenen Gebiete erweitert. Der so entstandene Wahlkreis Hofgeismar-Wolfhagen umfasste die Kreise Hofgeismar und Wolfhagen. Im Wahlkreis wurde ein Abgeordneter gewählt. Wahlort war Grebenstein. Im Jahr 1896 wurde der Wahlbezirk um eine vom Landkreis Kassel [Wahlkreis Kassel 4] an den Kreis Wolfhagen abgetretene Landgemeinde vergrößert.
Berufszugehörigkeit der Männer:
| Jahr | Landwirtschaft | Industrie und Gewerbe | Dienstleistungen und Verwaltung | Zahl Urwähler |
| ---- | -------------- | --------------------- | ------------------------------- | ------------- |
| 1882 | 49,1 %         | 33,8 %                | 5,4 %                           | 17.592        |
| 1907 | 46,3 %         | 36,3 %                | 6,9 %                           | 18.715        |

Konfessionsstruktur
| Jahr | evangelisch | katholisch | Bevölkerungszahl |
| ---- | ----------- | ---------- | ---------------- |
| 1880 | 92,0 %      | 5,8 %      | 61.642           |
| 1905 | 92,5 %      | 5,9 %      | 63.319           |

Der Wahlkreis war zunächst im sicheren Besitz der Nationalliberalen. Ab 1879 war er eine Parteihochburg der Konservativen. Die Antisemiten hatten – anders als bei den Reichstagswahlen – keinen entscheidenden Einfluss.

## Abgeordnete
| Legislaturperiode | Abgeordneter                         | Partei      | Bild |
| ----------------- | ------------------------------------ | ----------- | ---- |
| 1867–1870         | Friedrich Oetker                     | NLP         |      |
| 1870–1879         | Karl Vogeley                         | NLP         |      |
| 1879–1882         | Gottlob Freiherr Wolff von Gudenberg | Konservativ |      |
| 1882–1893         | Heinrich Knobel                      | Konservativ |      |
| 1893–1918         | Karl Rabe von Pappenheim             | Konservativ |      |
| 1918–1918         | Hans Eckebrecht von Stockhausen      | Konservativ |      |

## Wahlen

### Wahl 1867
Die allgemeine Wahl für die 10. Legislaturperiode fand am 30. Oktober statt, die Wahl der Abgeordneten durch die Wahlmänner am 7. November 1867. 201 Wahlmänner wurden gewählt, von denen 201 stimmberechtigt waren. Bei der Abgeordnetenwahl waren 191 Wahlmänner (95,0 %) anwesend. 182 Wahlmänner (95,3 %) wählten Friedrich Oetker (NLP). 8 Stimmen (4,2 %) entfielen auf den unabhängigen Kandidaten Gerson Alsberg, Rechtsanwalt aus Karlshafen. 1 Stimmenthaltung wurde gezählt.

### Wahl 1870
Die allgemeine Wahl für die 11. Legislaturperiode fand am 9. November statt, die Wahl der Abgeordneten durch die Wahlmänner am 16. November 1867. 201 Wahlmänner wurden gewählt, von denen 201 stimmberechtigt waren. Bei der Abgeordnetenwahl waren 183 Wahlmänner (91,0 %) anwesend. 182 Wahlmänner (99,5 %) wählten Friedrich Oetker (NLP). 1 Stimmenthaltung wurde gezählt.

### Ersatzwahl 1870
Friedrich Oetker lehnte das Mandat ab, da er in einem anderen Wahlkreis gewählt wurde und es kam zu einer Ersatzwahl am 8. Dezember 1870. Bei der Abgeordnetenwahl waren 150 Wahlmänner (74,6 %) anwesend. 149 Wahlmänner (99,3 %) wählten Karl Vogeley (NLP). 1 Stimmenthaltung wurde gezählt.

### Wahl 1873
Die allgemeine Wahl für die 12. Legislaturperiode fand am 28. Oktober statt, die Wahl der Abgeordneten durch die Wahlmänner am 14. November 1873. 199 Wahlmänner wurden gewählt, von denen 199stimmberechtigt waren. Bei der Abgeordnetenwahl waren 193 Wahlmänner (97,0 %) anwesend. 140 Wahlmänner (72,5 %) wählten Karl Vogeley (NLP). 44 Stimmen (22,8 %) entfielen auf den Konservativen Conrad Hellwig, Landwirt und Bürgermeister in Haddamar und 9 Stimmen (4,7 %) auf den unabhängigen Kandidaten von Buttlar.

### Wahl 1876
Die allgemeine Wahl für die 13. Legislaturperiode fand am 20. Oktober statt, die Wahl der Abgeordneten durch die Wahlmänner am 27. Oktober 1876. 200 Wahlmänner wurden gewählt, von denen 182 stimmberechtigt waren. Bei der Abgeordnetenwahl waren 178 Wahlmänner (97,8 %) anwesend. 132 Wahlmänner (74,2 %) wählten Karl Vogeley (NLP). 46 Stimmen (25,8 %) entfielen auf den Konservativen Heinrich Knobel, Ökonom und Bürgermeister aus Ehlen.

### Wahl 1879
Die allgemeine Wahl für die 14. Legislaturperiode fand am 30. September statt, die Wahl der Abgeordneten durch die Wahlmänner am 17. Oktober 1879. 203 Wahlmänner wurden gewählt, von denen 199 stimmberechtigt waren. Bei der Abgeordnetenwahl waren 195 Wahlmänner (98,0 %) anwesend. 143 Wahlmänner (73,3 %) wählten Gottlob Freiherr Wolff von Gudenberg (K). 52 Stimmen (26,7 %) entfielen auf den Nationalliberalen Albert vom Hof, Gutsbesitzer aus Hombressen.

### Wahl 1882
Die allgemeine Wahl für die 15. Legislaturperiode fand am 19. Oktober statt, die Wahl der Abgeordneten durch die Wahlmänner am 26. Oktober 1882. 217 Wahlmänner wurden gewählt, von denen 217 stimmberechtigt waren. Bei der Abgeordnetenwahl waren 209 Wahlmänner (96,3 %) anwesend. 122 Wahlmänner (58,4 %) wählten Heinrich Knobel (K). 86 Stimmen (41,9 %) entfielen auf den Nationalliberalen Christoph Wilhelm Hold. Eine Stimme war ungültig.

### Wahl 1885
Die allgemeine Wahl für die 16. Legislaturperiode fand am 29. Oktober statt, die Wahl der Abgeordneten durch die Wahlmänner am 5. November 1885. 226 Wahlmänner wurden gewählt, von denen 208 stimmberechtigt waren. Bei der Abgeordnetenwahl waren 204 Wahlmänner (98,1 %) anwesend. 139 Wahlmänner (68,1 %) wählten Heinrich Knobel (K). 65 Stimmen (31,9 %) entfielen auf den nationalliberalen Fabrikanten Friedrich August Wenck.

### Wahl 1888
Die allgemeine Wahl für die 17. Legislaturperiode fand am 30. Oktober statt, die Wahl der Abgeordneten durch die Wahlmänner am 6. November 1888. 223 Wahlmänner wurden gewählt, von denen 218 stimmberechtigt waren. Bei der Abgeordnetenwahl waren 217 Wahlmänner (99,5 %) anwesend. 124 Wahlmänner (57,1 %) wählten Heinrich Knobel (K). 93 Stimmen (42,9 %) entfielen auf den Nationalliberalen Metz, Oberregierungsrat aus Lüneburg.

### Wahl 1893
Die allgemeine Wahl für die 18. Legislaturperiode fand am 31. Oktober statt, die Wahl der Abgeordneten durch die Wahlmänner am 7. November 1893. Die Wahlbeteiligung lag in der Urwahl über alle Klassen bei 10,8 %. In der I. Klasse betrug die Wahlbeteiligung 37,5 %, in der II. Klasse 18,1 % und in der III. Klasse 7,7 %.
223 Wahlmänner wurden gewählt, von denen 218 stimmberechtigt waren. Bei der Abgeordnetenwahl waren 214 Wahlmänner (98,2 %) anwesend. 108 Wahlmänner (50,5 %) wählten Karl Rabe von Pappenheim (K). 87 Stimmen (40,7 %) entfielen auf Landrat L. E. K. W. von Buttlar (K) und 19 Stimmen (8,9 %) auf den Antisemiten Dr. König, Rechtsanwalt aus Witten.

### Ersatzwahl 1894
Das Mandat von Pappenheim wurde am 2. Mai 1894 für ungültig erklärt und es kam zu einer Ersatzwahl am 22. Juni 1894. Bei der Abgeordnetenwahl waren 199 Wahlmänner (89,2 %) anwesend. 185 Wahlmänner (93,0 %) wählten Karl Rabe von Pappenheim (K) und 13 Stimmen (6,5 %) auf den Antisemiten Max Liebermann von Sonnenberg. 1 Stimmenthaltung wurden gezählt.

### Wahl 1898
Die allgemeine Wahl für die 19. Legislaturperiode fand am 27. Oktober statt, die Wahl der Abgeordneten durch die Wahlmänner am 13. November 1898. 230 Wahlmänner wurden gewählt, von denen 230 stimmberechtigt waren. Bei der Abgeordnetenwahl waren 225 Wahlmänner (97,8 %) anwesend. 204 Wahlmänner (90,7 %) wählten Karl Rabe von Pappenheim (K). 14 Stimmen (6,2 %) entfielen auf den Antisemiten Scheld, Schreinermeister aus Kassel. 7 Stimmenthaltungen wurden gezählt.

### Wahl 1903
Die allgemeine Wahl für die 20. Legislaturperiode fand am 12. November statt, die Wahl der Abgeordneten durch die Wahlmänner am 20. November 1903. Die Wahlbeteiligung lag in der Urwahl über alle Klassen bei 5,7 %. In der I. Klasse betrug die Wahlbeteiligung 28,6 %, in der II. Klasse 13,3 % und in der III. Klasse 2,9 %. In der Urwahl verteilten sich die Stimmen auf die Parteien wie folgt:
| Klasse      | Konservative | R     | NLP    | Z     | SPD   | Sonstige | Zahl Urwähler |
| ----------- | ------------ | ----- | ------ | ----- | ----- | -------- | ------------- |
| I. Klasse   | 75,0 %       | ./.   | 17,1 % | ./.   | ./.   | 7,9 %    | 164           |
| II. Klasse  | 83,2 %       | 1,3 % | 7,1 %  | 1,3 % | ./.   | 7,1 %    | 228           |
| III. Klasse | 78,7 %       | ./.   | 5,7 %  | 1,4 % | 0,4 % | 13,8 %   | 282           |

220 Wahlmänner wurden gewählt, von denen 220 stimmberechtigt waren. Bei der Abgeordnetenwahl waren 216 Wahlmänner (98,2 %) anwesend. 216 Wahlmänner (100,0 %) wählten Karl Rabe von Pappenheim (K).

### Wahl 1908
Die allgemeine Wahl für die 21. Legislaturperiode fand am 3. Juni statt, die Wahl der Abgeordneten durch die Wahlmänner am 16. Juni 1908. 228 Wahlmänner wurden gewählt, von denen 222 stimmberechtigt waren. Die Wahlbeteiligung lag in der Urwahl über alle Klassen bei 9,3 %. In der I. Klasse betrug die Wahlbeteiligung 30,9 %, in der II. Klasse 16,1 % und in der III. Klasse 6,7 %. In der Urwahl verteilten sich die Stimmen auf die Parteien wie folgt:
| Klasse      | Konservative | R     | NLP    | F     | Z     | SPD    | Sonstige | Zahl Urwähler |
| ----------- | ------------ | ----- | ------ | ----- | ----- | ------ | -------- | ------------- |
| I. Klasse   | 69,2 %       | 1,1 % | 9,2 %  | ./.   | 2,2 % | 0,5 %  | 17,8 %   | 185           |
| II. Klasse  | 48,4 %       | 0,3 % | 24,7 % | 0,3 % | 2,3 % | ./.    | 24,0 %   | 304           |
| III. Klasse | 36,9 %       | ./.   | 16,4 % | ./.   | 2,3 % | 13,1 % | 31,3 %   | 658           |

Bei der Abgeordnetenwahl waren 216 Wahlmänner (97,3 %) anwesend. 158 Wahlmänner (73,1 %) wählten Karl Rabe von Pappenheim (K). Jeweils 29 Stimmen (13,4 %) entfielen auf den Antisemiten Dr. Ernst Simons, Hauptmann a. D. aus Kassel und den nationalliberalen Hebel, Professor aus Kassel.

### Wahl 1913
Die allgemeine Wahl für die 22. Legislaturperiode fand am 16. Mai statt, die Wahl der Abgeordneten durch die Wahlmänner am 3. Juni 1913. Die Wahlbeteiligung lag in der Urwahl über alle Klassen bei 15,2 %. In der I. Klasse betrug die Wahlbeteiligung 40,9 %, in der II. Klasse 26,3 % und in der III. Klasse 11,3 %. In der Urwahl verteilten sich die Stimmen auf die Parteien wie folgt:
| Klasse      | Konservative | NLP    | Z     | SPD   | Sonstige | Zahl Urwähler |
| ----------- | ------------ | ------ | ----- | ----- | -------- | ------------- |
| I. Klasse   | 59,5 %       | 15,6 % | 4,2 % | ./.   | 20,5 %   | 185           |
| II. Klasse  | 45,2 %       | 28,4 % | 4,3 % | ./.   | 22,1 %   | 304           |
| III. Klasse | 39,3 %       | 26,1 % | 3,9 % | 9,4 % | 21,4 %   | 658           |

223 Wahlmänner wurden gewählt, von denen 216 stimmberechtigt waren. Bei der Abgeordnetenwahl waren 210 Wahlmänner (97,2 %) anwesend. 159 Wahlmänner (75,1 %) wählten Karl Rabe von Pappenheim (K). 51 Stimmen (24,3 %) entfielen auf den nationalliberalen Hebel.

### Ersatzwahl 1918
Karl Rabe von Pappenheim starb am 28. März 1918 und es kam zu einer Ersatzwahl. Bei der Abgeordnetenwahl waren 157 Wahlmänner (70,4 %) anwesend. 157 Wahlmänner (100,0 %) wählten Hans Eckebrecht von Stockhausen (K).